# 山本重尚
山本 重尚（やまもと しげひさ）は、戦国時代の武士。山城国洛北岩倉の小倉山城を拠点とした。

## 概要
重尚は、山本氏の系図には名前が見えないが、書状に名前が見える。以下の記述は、説明がない限り東京大学史料編纂所データーベースに収録された書状による。
明応9年（1500年）10月11日には、岩倉郷長谷の田地を売却している。
永正10年（1514年）12月3日には、　岩倉郷小鳥の地を大徳寺養徳院に売却している。また、養徳院側の書状では後継者と見られる山本三郎五郎実尚が署名している。